# Hollis (Oklahoma)
Hollis é uma cidade localizada no estado norte-americano de Oklahoma, no Condado de Harmon.

## Demografia
Segundo o censo norte-americano de 2000, a sua população era de 2264 habitantes.
Em 2006, foi estimada uma população de 2095, um decréscimo de 169 (-7.5%).

## Geografia
De acordo com o United States Census Bureau tem uma área de
3,7 km², dos quais 3,7 km² cobertos por terra e 0,0 km² cobertos por água. Hollis localiza-se a aproximadamente 496 m acima do nível do mar.

## Localidades na vizinhança
O diagrama seguinte representa as localidades num raio de 36 km ao redor de Hollis.